# Andriamamovoka
De Andriamamovoka is een waterval in Madagaskar, gelegen in de regio Vatovavy-Fitovinany.
De waterval ligt in het Nationaal park Ranomafana en behoort tot de Namorona.

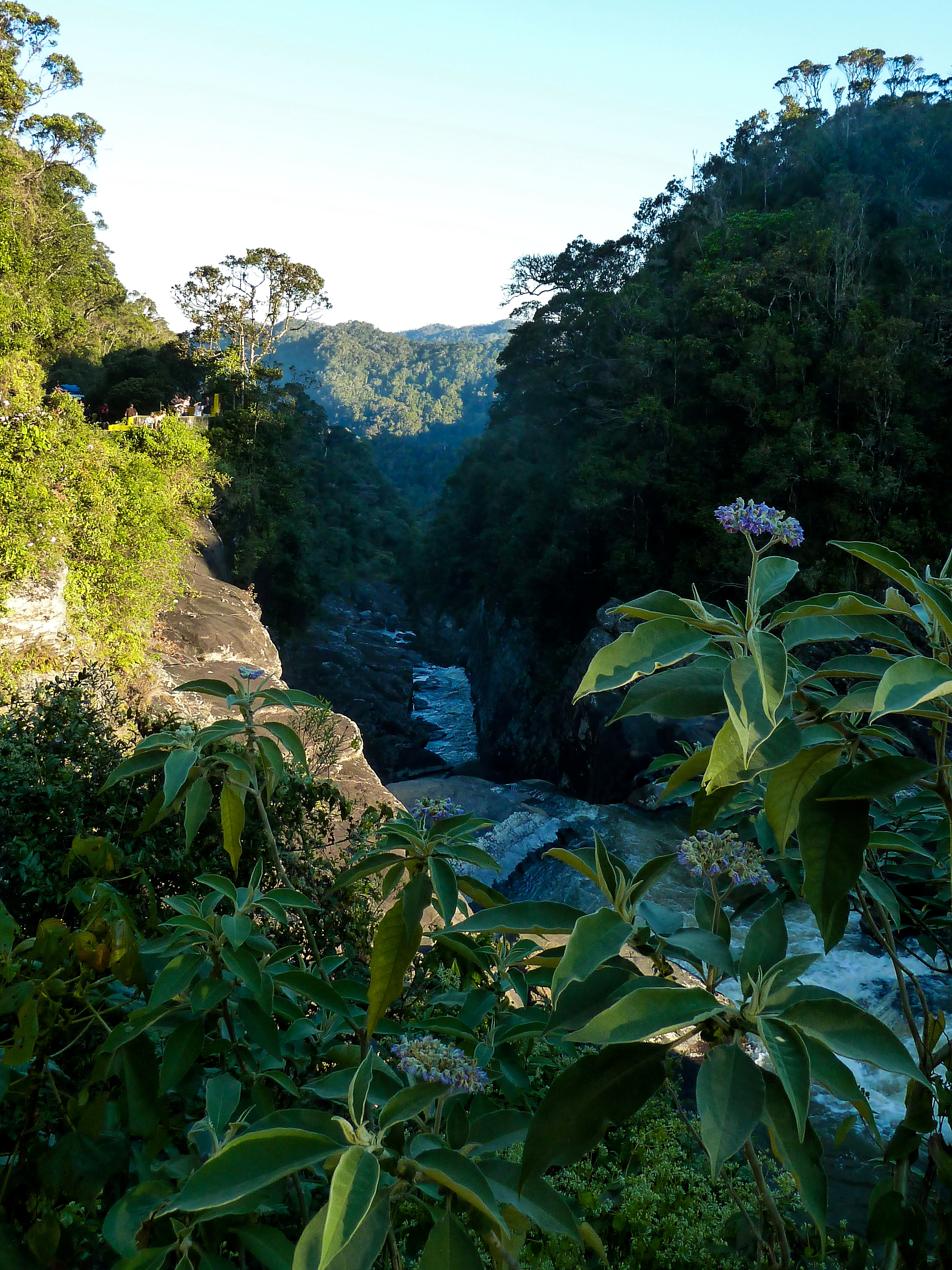